# Chibchanomys
Chibchanomys là một chi động vật có vú trong họ Cricetidae, bộ Gặm nhấm. Chi này được Voss miêu tả năm 1988. Loài điển hình của chi này là Ichthyomys trichotis Thomas, 1897.

## Các loài
Chi này gồm các loài: